# Alexandre Galopin
Pour les articles homonymes, voir Galopin.
Alexandre Galopin est un ingénieur belge et un des gouverneurs de la Société générale de Belgique, né à Gand le 26 septembre 1879 et assassiné à Etterbeek le 28 février 1944.

## De la Belle Époque à l'entre-deux-guerres
En 1902, il est diplômé en tant qu'ingénieur civil des mines. Il continuera sa formation en France, en Angleterre et en Allemagne. En 1904, il commence sa carrière à la Fabrique nationale d'Armes de Guerre à Herstal, où il devient adjoint technique de la direction, puis sous-directeur.
Après le début de la guerre, l'usine ferme. Il se rend alors à Anvers, puis au Havre. Il se voit confier la fabrication de tous les fusils de guerre de la France, en échange de quinze mille fusils français à l'armée belge.
Après la guerre, il sera appelé comme expert dans les négociations des traités de paix. La Fabrique nationale lui offre la direction générale en plus d'un mandat d'administrateur. En 1923, il entre à la Société générale en tant que directeur. Il sera vice-gouverneur en 1933 et gouverneur en 1935. Son action s'étend dans le charbonnage, la métallurgie, la construction mécanique, etc.
Il sera également vice-président du Fonds national de la Recherche scientifique et président du Comité Science-Industrie.

## La guerre
Le 15 mai 1940, alors que la guerre éclate, Paul-Henri Spaak et Camille Gutt le reçoivent au ministère des Affaires étrangères avec Max-Léo Gérard, président de la banque nationale, et Fernand Collin, président de la Kredietbank. Les ministres leur donnent le mandat d'être les conseillers de la population. Ils veillèrent à maintenir l'unité du pays.
Galopin organisa une assistance financière secrète, avec l'accord de la Société générale, alimentée par des contributions volontaires. Cette assistance réunit 40 millions de francs. Les organisations syndicales, chrétiennes ou socialistes, les fonctionnaires, les universités fermées et l'armée secrète en profiteront. Il mit au point une technique, appelée la « doctrine Galopin », permettant le développement sous l'occupation allemande.
Le 28 février 1944, avec l'approbation de Himmler, des collaborateurs nazis, membres du « corps de sécurité » SS dirigé par Robert Jan Verbelen (futur collaborateur des Américains) composé à la fois de membres de DeVlag et de la Algemeene-SS Vlaanderen, assassinent Galopin.

## Hommages
- Grand officier de l'ordre de la Couronne

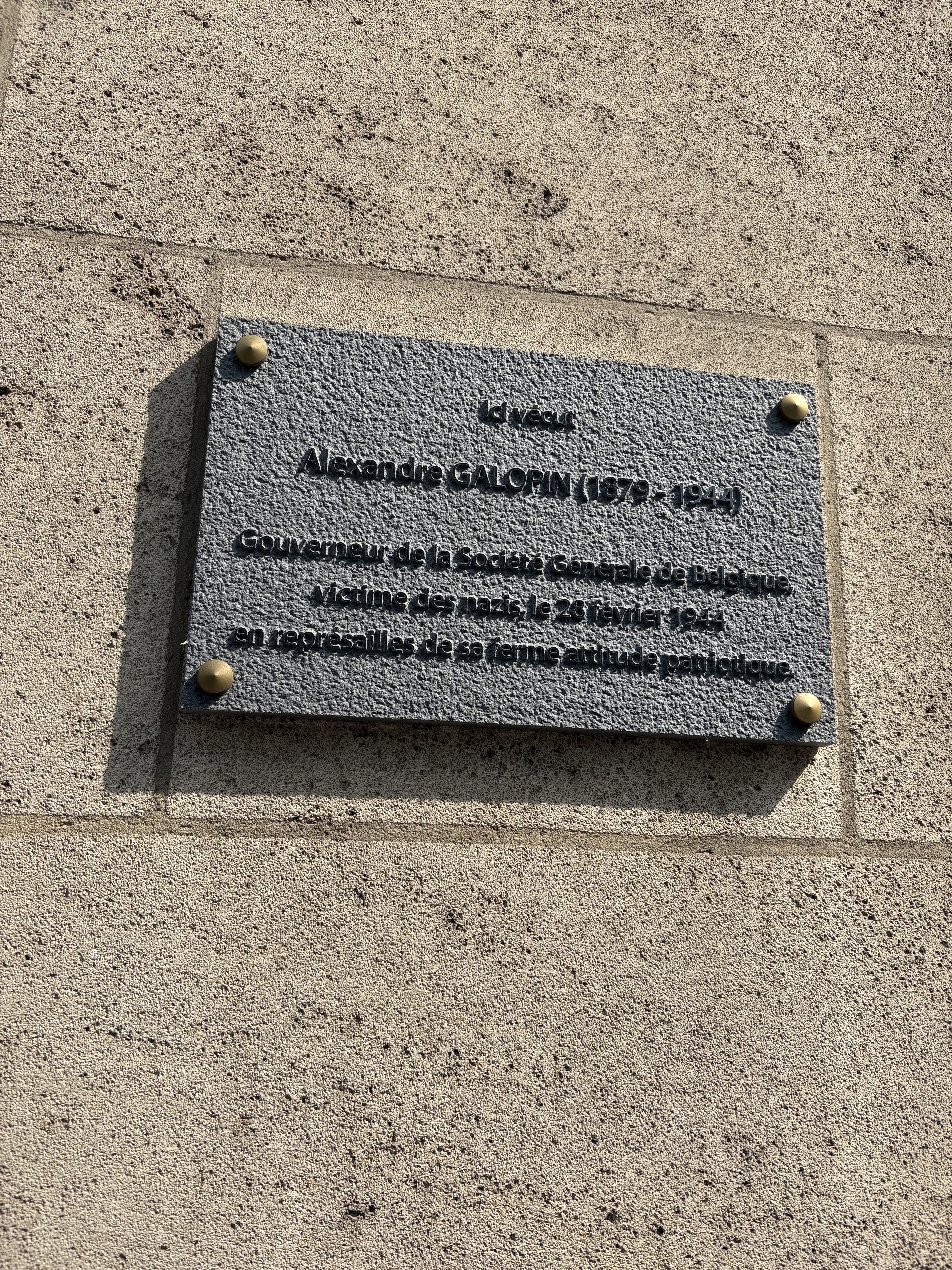
Plaque en mémoire d’Alexandre Galopin (1879-1944).

Après la guerre, Alexandre Galopin est nommé à titre posthume Grand Officier de l'Ordre de la Couronne avec rubans à liserés d'or et la Croix Civique de première classe 1940-1945, pour services rendus au pays.
En 1946, la Compagnie maritime belge donne son nom à un paquebot, le Gouverneur Galopin, qui assure la liaison Anvers - Matadi (Congo belge).
À Maizeret, la rue Gouverneur Alexandre Galopin commémore son nom.
Il est inhumé au Cimetière Saint-Gilles à Liège.